# Elecciones estatales de Coahuila de 2023
Las elecciones estatales de Coahuila 2023, denominadas formalmente Proceso Electoral Local 2023, se llevaron a cabo el domingo 4 de junio de 2023 y en ellas se renovarán los siguientes cargos de elección popular en el estado de Coahuila:
- Gobernador de Coahuila. Titular del Poder Ejecutivo del estado, electo para un periodo de seis años no reelegibles en ningún caso. El candidato electo fue Manolo Jiménez Salinas.
- 25 diputados del Congreso del Estado. 16 electos por mayoría relativa en cada uno de los Distrito Electorales y 9 electos por el principio de representación proporcional mediante un sistema de lista para un periodo de tres años con posibilidad de reelección para el periodo inmediato para integrar la LXIII Legislatura.

Tras las elecciones, Coahuila se volvió el último bastión del PRI, en otras palabras, el último estado que mantiene una gubernatura priista desde 1929, esto tras las elecciones en el Estado de México donde el PRI fue vencido.

## Organización

### Proceso electoral
En diciembre de 2021 el Congreso del Estado de Coahuila estableció el imperativo legal de ejercer discriminación positiva en la designación de candidatos a la gubernatura de la entidad. Los partidos políticos están obligados a postular a una mujer como candidata a la gubernatura en las elecciones de 2023 o de 2029, con la intención de forzar a que la gubernatura sea ejercida por una mujer a partir de alguno de esos dos periodos.
El periodo para la designación de candidatos de cada partido es del 14 de enero al 12 de febrero de 2023, mientras que el registro para candidatos independientes inicia el 10 de enero y concluye el 12 de febrero. La campaña electoral inicia el 2 de abril de 2023 y se extiende por ocho semanas, hasta el 31 de mayo. Para la elección de gobernador se realizan dos debates. El primero el 16 de abril en Torreón y el segundo el 1 de mayo en Saltillo. Las elecciones se realizan el domingo 4 de junio de 2023, desde las 8 de la mañana hasta las 6 de la tarde.

### Partidos políticos
En las elecciones tienen derecho a participar ocho partidos políticos. Siete tienen registro nacional: Partido Acción Nacional (PAN), Partido Revolucionario Institucional (PRI), Partido de la Revolución Democrática (PRD), Partido del Trabajo (PT), Partido Verde Ecologista de México (PVEM), Movimiento Ciudadano (MC) y Movimiento Regeneración Nacional (Morena). Y el partido político estatal Unidad Democrática de Coahuila (UDC).

### Distritación electoral
Coahuila se divide en 16 distritos electorales para la elección de los 16 diputados por mayoría relativa, los cuales cuentan con una cabecera distrital y pueden abarcar más de un municipio.
| Distrito | Cabecera       | Municipios | Mapa |
| -------- | -------------- | --- | ---- |
| 1        | Ciudad Acuña   | Jiménez, Morelos, Zaragoza                                                                                       |      |
| 2        | Piedras Negras | Piedras Negras                                                                                                   |      |
| 3        | Sabinas        | Allende, Escobedo, Guerrero, Hidalgo, Juárez, Morelos, Nava, Progreso, Sabinas, San Juan de Sabinas, Villa Unión |      |
| 4        | San Pedro      | Abasolo, Candela, Castaños, Cuatro Ciénegas, Lamadrid, Monclova, Sacramento, San Pedro                           |      |
| 5        | Monclova       | Monclova |      |
| 6        | Frontera       | Frontera, Múzquiz, Nadadores, Ocampo, San Buenaventura, Sierra Mojada                                            |      |
| 7        | Matamoros      | Francisco I. Madero, Matamoros, Torreón, Viesca                                                                  |      |
| 8        | Torreón        | Torreón |      |
| 9        | Torreón        | Torreón |      |
| 10       | Torreón        | Torreón |      |
| 11       | Torreón        | Torreón |      |
| 12       | Ramos Arizpe   | Arteaga, General Cepeda, Parras, Ramos Arizpe                                                                    |      |
| 13       | Saltillo       | Saltillo |      |
| 14       | Saltillo       | Saltillo |      |
| 15       | Saltillo       | Saltillo |      |
| 16       | Saltillo       | Saltillo |      |

## Alianzas y candidaturas

### Alianza Ciudadana por la Seguridad
|  | Partido Revolucionario Institucional - Candidato a gobernador - 9 diputados: Distritos 3, 4, 7, 10, 11, 12, 13, 14 y 16 |
|  | Partido Acción Nacional - 5 diputados: Distritos 1, 5, 6, 8 y 9                                                         |
|  | Partido de la Revolución Democrática - 2 diputados: Distritos 2 y 15                                                    |

El Partido Acción Nacional, el Partido Revolucionario Institucional y el Partido de la Revolución Democrática acordaron presentarse en coalición en las elecciones estatales bajo la alianza «Alianza Ciudadana por la Seguridad», igualmente se le conoce como Va por México o Va por Coahuila. En diciembre de 2022 el Partido Revolucionario Institucional anunció que las candidaturas serían designadas mediante el voto de los simpatizantes del partido. El 22 de diciembre, el dirigente nacional del Partido Revolucionario Institucional, Alejandro Moreno Cárdenas, anunció como candidato de la coalición para la gubernatura a Manolo Jiménez Salinas, secretario estatal de desarrollo social y presidente municipal de Saltillo de 2018 a 2021.
El 22 de marzo la coalición registró a sus candidatos para el Congreso del Estado de Coahuila. El Partido Revolucionario Institucional designó a los candidatos en nueve distritos, el Partido Acción Nacional en cinco distritos y el Partido de la Revolución Democrática postuló a dos candidatos.

### Movimiento Regeneración Nacional
El partido Movimiento Regeneración Nacional no se presenta bajo la coalición nacional «Juntos Hacemos Historia» debido a que sus otros dos integrantes, el Partido Verde Ecologista de México y el Partido del Trabajo decidieron competir en solitario. En noviembre de 2022 Morena inició su proceso de selección de candidato para la gubernatura del estado. Como aspirantes se presentaron doce personas. De los interesados, el partido decidió realizar su selección entre cuatro personas: el senador Armando Guadiana Tijerina, el subsecretario federal de seguridad ciudadana Ricardo Mejía Berdeja, el exdiputado federal Luis Fernando Salazar Fernández y el delegado de Programas para el Desarrollo Reyes Flores Hurtado. El 12 de diciembre el partido decidió mediante una serie de encuestas entregar la candidatura al ganador de ellas, el senador Armando Guadiana.
La nominación de Guadiana a la gubernatura fue rechazada por Ricardo Mejía Berdeja, que el 12 de diciembre se refirió a Guadiana como «un candidato a modo para el PRI». El 27 de diciembre un tercio de los integrantes del Consejo Estatal de Morena en Coahuila desconoció la designación de Guadiana, apelando a que su postulación había sido hecha por la dirigencia nacional del partido y no por la dirigencia estatal, como marca la normativa del partido. Además pidieron que se repitiera el proceso de selección para el candidato a la gubernatura. El 13 de enero de 2023 Ricardo Mejía anunció su salida del partido y su postulación a la gubernatura a través del Partido del Trabajo.

### Partido del Trabajo
El Partido del Trabajo contempló inicialmente mantenerse dentro de la coalición «Juntos Hacemos Historia», junto al partido Movimiento Regeneración Nacional y el Partido Verde Ecologista de México. Aunque modificó su postura ante la designación de Armando Guadiana como candidato de Morena. El 13 de enero de 2023 el partido anunció que se presentaría en solitario en las elecciones estatales y que le entregaría su candidatura a gobernador a Ricardo Mejía Berdeja, subsecretario federal de seguridad ciudadana y aspirante a la misma candidatura por Morena.
El 30 de mayo, la dirigencia nacional del Partido del Trabajo anunció su respaldo a la candidatura de Morena. Sin embargo, Ricardo Mejía se negó a declinar su candidatura y acusó al dirigente nacional de Morena, Mario Delgado de «extorsionar» a la dirigencia del Partido del Trabajo.

### Rescatemos Coahuila
|  | Unidad Democrática de Coahuila - Candidato a gobernador             |
|  | Partido Verde Ecologista de México - 16 diputados: Distritos 1 a 16 |

El 12 de enero de 2023 el Partido Verde Ecologista de México y partido Unidad Democrática de Coahuila acordaron formar una coalición para competir en las elecciones estatales bajo el nombre de «Rescatemos Coahuila». Previamente el Partido Verde había contemplado unirse a la coalición «Juntos Hacemos Historia», declinando la posibilidad en diciembre de 2022 para competir en solitario. Mientras que Unidad Democrática de Coahuila consideró inicialmente una alianza con el partido Movimiento Ciudadano, la cual fue descartada por ambas organizaciones el 11 de enero de 2023 apelando a «cuestiones legales y de tiempo».
El 13 de enero de 2023 se registraron en alianza y postularon a Lenin Pérez Rivera, líder de Unidad Democrática de Coahuila como candidato para la gubernatura. Mientras que el 22 de marzo la coalición registró a sus candidatos para el Congreso del Estado de Coahuila. En los 16 distritos los candidatos fueron seleccionados por el Partido Verde Ecologista de México.
El 27 de mayo de 2023 en rueda de prensa la Dirigencia Nacional y Estatal del Partido Verde Ecologista de México respaldaron al candidato de MORENA en Coahuila, Armando Guadiana, dejando solo a Lenin Pérez, el candidato de la coalición que venían promoviendo.

### Movimiento Ciudadano
El partido Movimiento Ciudadano decidió competir en solitario en las elecciones estatales. En diciembre de 2022 la organización contempló una alianza con el partido Unidad Democrática de Coahuila, la cual fue descartada en enero de 2023.
El 6 de marzo de 2023, se anunció que Movimiento Ciudadano no participará en las elecciones estatales a las gubernaturas de Coahuila y el Estado de México de ese año. Sin embargo, sí participarán en las elecciones a diputaciones locales en Coahuila.

## Encuestas

### Gobernador
| Gráfico no disponible temporalmente debido a problemas técnicos. |                                                                  |
|                                                                  | Gráfico no disponible temporalmente debido a problemas técnicos. |

#### Por partido político
| Encuestadora          | Fecha                    |       |       |      |      |      |      |       | O/N/NS/NC |
| --------------------- | ------------------------ | ----- | ----- | ---- | ---- | ---- | ---- | ----- | --------- |
| Encuestadora          | Fecha                    |       |       |      |      |      |      |       | O/N/NS/NC |
| Massive Caller        | 5 de octubre de 2021     | 16.6% | 33.1% | —    | —    | —    | —    | 23.3% | 27%       |
| Grupo Impacto         | 27-30 de enero de 2022   | 8%    | 22%   | —    | —    | —    | 2%   | 53%   | 15%       |
| La Encuesta MX        | 4 de abril de 2022       | 25.8% | 36.2% | —    | —    | —    | —    | 32.6% | 5.4%      |
| La Encuesta MX        | 3 de mayo de 2022        | 25.1% | 35.9% | —    | —    | —    | —    | 33.7% | 5.3%      |
| La Encuesta MX        | 15 de junio de 2022      | 22.5% | 36.4% | —    | —    | —    | 6.1% | 30.8% | 4.2%      |
| Campaigns & Elections | 20 de junio de 2022      | 11%   | 40%   | 3%   | 0%   | 1%   | 5%   | 40%   | —         |
| El Financiero         | 22 de junio de 2022      | 14%   | 27%   | 3%   | 3%   | 4%   | 7%   | 39%   | 3%        |
| Grupo Impacto         | 28 de junio de 2022      | 3%    | 16%   | 1%   | —    | —    | —    | 40%   | 40%       |
| La Encuesta MX        | 5 de julio de 2022       | 18.2% | 31.9% | 2.5% | 2.1% | 3.1% | 5.2% | 31.2% | 5.8%      |
| Campaigns & Elections | 11 de julio de 2022      | 8%    | 37%   | 1%   | 5%   | 1%   | 1%   | 47%   | —         |
| Campaigns & Elections | 24 de julio de 2022      | 14%   | 30%   | 1%   | 0%   | 2%   | 5%   | 48%   | —         |
| Grupo Impacto         | 24 de julio de 2022      | 13%   | 29%   | 2%   | —    | 1%   | —    | 45%   | 10%       |
| Demoscopia Digital    | 1 de agosto de 2022      | 3.4%  | 40.6% | —    | —    | —    | 2.1% | 36.1% | 17.8%     |
| Campaigns & Elections | 8 de agosto de 2022      | 9%    | 37%   | 4%   | 1%   | 0%   | 1%   | 48%   | —         |
| Grupo Impacto         | 23 de agosto de 2022     | 10%   | 27%   | 4%   | 1%   | 1%   | 1%   | 46%   | 10%       |
| Campaigns & Elections | 30 de agosto de 2022     | 15%   | 38%   | 2%   | 4%   | 1%   | 0%   | 40%   | —         |
| Electoralia           | 5 de septiembre de 2022  | 7%    | 25%   | 0%   | 1%   | 0%   | 1%   | 53%   | 13%       |
| Demoscopia digital    | 15 de septiembre de 2022 | 2.8%  | 42.9% | —    | —    | —    | 2.6% | 37.2% | 14.5%     |
| Grupo Impacto         | 27 de septiembre de 2022 | 15%   | 32%   | 1%   | —    | —    | —    | 48%   | 4%        |
| Rubrum                | 20 de septiembre de 2022 | 11%   | 36%   | —    | —    | 1.5% | 1.8% | 37.2% | 12.5%     |
| El Financiero         | 28 de septiembre de 2022 | 14%   | 30%   | 2%   | 1%   | 2%   | 8%   | 40%   | 3%        |
| Campaigns & Elections | 5 de octubre de 2022     | 7%    | 34%   | 3%   | 2%   | 4%   | 8%   | 42%   | —         |
| Rubrum                | 8 de octubre de 2022     | 10.5% | 37.1% | —    | —    | 1.4% | 1.7% | 36.9% | 12.4%     |
| Demoscopia digital    | 12 de octubre de 2022    | 3.2%  | 39.9% | —    | —    | —    | 2.9% | 36.8% | 17.2%     |
| Grupo Impacto         | 25 de octubre de 2022    | 14%   | 33%   | 2%   | —    | —    | 1%   | 45%   | 5%        |
| Rubrum                | 28 de octubre de 2022    | 10.9% | 36.9% | —    | —    | 2%   | 1%   | 35.7% | 13.5%     |
| TResearch             | 31 de octubre de 2022    | 10%   | 31%   | 1%   | 2%   | 1%   | 4%   | 39%   | 13%       |
| Campaigns & Elections | 3 de noviembre de 2022   | 9%    | 37%   | 4%   | 1%   | 2%   | 6%   | 41%   | —         |
| Rubrum                | 11 de noviembre de 2022  | 9.8%  | 35.5% | —    | —    | 3.2% | 1.1% | 35%   | 15.4%     |
| TResearch             | 13 de noviembre de 2022  | 9%    | 31%   | 1%   | 2%   | 1%   | 4%   | 39%   | 13%       |
| El Financiero         | 16 de noviembre de 2022  | 16%   | 28%   | 3%   | 3%   | 3%   | 7%   | 37%   | 3%        |
| Campaigns & Elections | 16 de noviembre de 2022  | 9%    | 36%   | 4%   | 1%   | 1%   | 6%   | 43%   | —         |
| Grupo Impacto         | 1 de diciembre de 2022   | 15%   | 34%   | 2%   | —    | —    | —    | 46%   | 3%        |

#### Por candidato
|  | Gráfico no disponible temporalmente debido a problemas técnicos. |

| Encuestadora                   | Fecha de realización  | Muestra | Jiménez | Mejía | Pérez | Guadiana | O/N/NS/NC | MDE    |
| ------------------------------ | --------------------- | ------- | ------- | ----- | ----- | -------- | --------- | ------ |
| Encuestadora                   | Fecha de realización  | Muestra |         |       |       |          | O/N/NS/NC | MDE    |
| Campaigns & Elections          | 17 de enero de 2023   | 400     | 38%     | 19%   | 4%    | 28%      | 11%       | ±4.9%  |
| Rubrum                         | 17 de enero de 2023   | 1200    | 38.6%   | 7.9%  | 5.2%  | 28.8%    | 19.5%     | ±3.8%  |
| Massive Caller                 | 18 de enero de 2023   | 1000    | 38.9%   | 15.4% | 4.3%  | 26.3%    | 15.1%     | ±3.4%  |
| La Encuesta MX                 | 20 de enero de 2023   | 1000    | 43.8%   | 9.8%  | 5.8%  | 35.7%    | 4.9%      | ±3.5%  |
| Rubrum                         | 23 de enero de 2023   | 1200    | 40%     | 8.8%  | 6.5%  | 29.8%    | 14.9%     | ±3.8%  |
| Massive Caller                 | 25 de enero de 2023   | 1000    | 39.6%   | 14%   | 3.4%  | 26.7%    | 16.3%     | ±3.4%  |
| El Financiero                  | 31 de enero de 2023   | 500     | 41%     | 5%    | 6%    | 43%      | 5%        | ±4.4%  |
| Campaigns & Elections          | 31 de enero de 2023   | 400     | 37%     | 20%   | 5%    | 28%      | 10%       | ±4.9%  |
| Rubrum                         | 31 de enero de 2023   | 1200    | 41.2%   | 10.3% | 7.1%  | 28.2%    | 13.2%     | ±3.8%  |
| Massive Caller                 | 31 de enero de 2023   | 1000    | 40.2%   | 16.2% | 4.5%  | 24.5%    | 14.6%     | ±3.4%  |
| Rubrum                         | 7 de febrero de 2023  | 1200    | 41.4%   | 14%   | 6.5%  | 26.1%    | 12%       | ±3.8%  |
| Massive Caller                 | 7 de febrero de 2023  | 1000    | 39.1%   | 15.1% | 5.2%  | 27%      | 13.5%     | ±3.4%  |
| Campaigns & Elections          | 14 de febrero de 2023 | 400     | 41%     | 15%   | 5%    | 28%      | 11%       | ±4.9%  |
| Rubrum                         | 14 de febrero de 2023 | 1000    | 44%     | 14.5% | 7.4%  | 26%      | 8.1%      | ±3.8%  |
| Massive Caller                 | 14 de febrero de 2023 | 1000    | 41.2%   | 16.9% | 4.1%  | 28%      | 9.8%      | ±3.4%  |
| La Encuesta MX                 | 15 de febrero de 2023 | 1000    | 40.5%   | 10.6% | 6.2%  | 34.1%    | 8.6%      | ±3.5%  |
| De las Heras Demotecnia        | 20 de febrero de 2023 | 1000    | 48%     | 13%   | 9%    | 30%      | —         | ±3.2%  |
| Rubrum                         | 21 de febrero de 2023 | 1000    | 43.8%   | 15%   | 7%    | 26.1%    | 8.1%      | ±3.8%  |
| Massive Caller                 | 21 de febrero de 2023 | 1000    | 42.5%   | 18.2% | 3%    | 26.4%    | 9.9%      | ±3.4%  |
| Campaigns & Elections          | 27 de febrero de 2023 | 400     | 40%     | 15%   | 5%    | 30%      | 10%       | ±4.9%  |
| Rubrum                         | 28 de febrero de 2023 | 1000    | 44%     | 15.6% | 7.2%  | 27%      | 6.2%      | ±3.8%  |
| Massive Caller                 | 28 de febrero de 2023 | 1000    | 41.3%   | 16.6% | 4.2%  | 27.8%    | 10.1%     | ±3.4%  |
| La Encuesta MX                 | 1 de marzo de 2023    | 1000    | 41.1%   | 11.3% | 5.9%  | 33.5%    | 8.2%      | ±3.5%  |
| El Universal                   | 2 de marzo de 2023    | 1000    | 42.5%   | 10.4% | 3%    | 26%      | 18.1%     | ±3.1%  |
| Rubrum                         | 7 de marzo de 2023    | 1000    | 43.1%   | 17%   | 7.1%  | 25.7%    | 7.1%      | ±3.8%  |
| Massive Caller                 | 7 de marzo de 2023    | 1000    | 43.6%   | 18.4% | 3.7%  | 26.1%    | 8.2%      | ±3.4%  |
| Campaigns & Elections          | 13 de marzo de 2023   | 400     | 36%     | 18%   | —     | 26%      | 20%       | ±4.9%  |
| Rubrum                         | 14 de marzo de 2023   | 1000    | 42.2%   | 17%   | 9%    | 25%      | 6.7%      | ±3.8%  |
| Massive Caller                 | 14 de marzo de 2023   | 1000    | 44.8%   | 19.5% | 2.9%  | 24.7%    | 8.1%      | ±3.4%  |
| Demoscopia digital             | 16 de marzo de 2023   | 1000    | 43.8%   | 13.4% | 5.8%  | 27.5%    | 9.5%      | ±3.8%  |
| Rubrum                         | 21 de marzo de 2023   | 1000    | 43.4%   | 16.1% | 8.2%  | 26%      | 6.3%      | ±3.8%  |
| FactoMétrica                   | 22 de marzo de 2023   | 1000    | 40.2%   | 18.6% | 2.7%  | 30.3%    | 8.2%      | ±3.1%  |
| Grupo Impacto                  | 22 de marzo de 2023   | 1200    | 49%     | 21%   | 3%    | 25%      | 2%        | ±2.74% |
| Massive Caller                 | 22 de marzo de 2023   | 1000    | 44.1%   | 18.4% | 3.5%  | 25.3%    | 8.7%      | ±3.4%  |
| Demoscopia digital             | 26 de marzo de 2023   | 1000    | 44.1%   | 15.2% | 5.1%  | 26.9%    | 8.7%      | ±3.8%  |
| De las Heras Demotecnia        | 28 de marzo de 2023   | 8000    | 49%     | 12%   | 8%    | 31%      | —         | ±1.1%  |
| Massive Caller                 | 28 de marzo de 2023   | 1000    | 44.9%   | 17.3% | 2.6%  | 26.2%    | 9%        | ±3.4%  |
| El Financiero                  | 29 de marzo de 2023   | 500     | 44%     | 7%    | 7%    | 42%      | —         | ±4.4%  |
| Poligrama/El Heraldo de México | 30 de marzo de 2023   | 1000    | 40.1%   | 15.8% | 3.6%  | 31.6%    | 8.9%      | ±3.1%  |
| Reforma                        | 2 de abril de 2023    | 1000    | 51%     | 11%   | 5%    | 33%      | —         | ±3.1%  |
| Enkoll/El Universal            | 10 de abril de 2023   | 1205    | 41%     | 10%   | 5%    | 33%      | 11%       | ±2.83% |
| Demoscopia digital             | 10 de abril de 2023   | 1000    | 46.8%   | 12.6% | 5.3%  | 28.1%    | 7.2%      | ±3.8%  |
| Mitofsky                       | 19 de abril de 2023   | 1200    | 41.3%   | 10.1% | 7.6%  | 28.6%    | 12.4%     | ±2.8%  |
| Grupo Impacto                  | 19 de abril de 2023   | 1000    | 50%     | 20%   | 6%    | 21%      | 3%        | ±3.02% |
| Poligrama/El Heraldo de México | 24 de abril de 2023   | 1000    | 41.2%   | 16.8% | 4%    | 29.9%    | 8.1%      | ±3.1%  |
| Rubrum                         | 26 de abril de 2023   | 1000    | 44.6%   | 21.7% | 9.1%  | 21.6%    | 3%        | ±3.8%  |
| Berumen y Asociados            | 26 de abril de 2023   | 1000    | 41%     | 10%   | 5%    | 30%      | 14%       | ±3%    |
| Campaigns & Elections          | 26 de abril de 2023   | 400     | 40%     | 16%   | 6%    | 27%      | 11%       | ±4.9%  |
| Electoralia                    | 28 de abril de 2023   | 4400    | 37%     | 25%   | 6%    | 23%      | 9%        | ±1.49% |
| De las Heras Demotecnia        | 1 de mayo de 2023     | 1000    | 47%     | 16%   | 7%    | 30%      | —         | ±3.2%  |
| Reforma                        | 4 de mayo de 2023     | 1000    | 51%     | 14%   | 5%    | 30%      | —         | ±3.1%  |
| Mitofsky                       | 9 de mayo de 2023     | 1200    | 44.3%   | 11.6% | 5.5%  | 27.6%    | 11%       | ±2.8%  |
| Electoralia                    | 16 de mayo de 2023    | 2500    | 38%     | 26%   | 4%    | 22%      | 10%       | ±1.96% |
| Poligrama/El Heraldo de México | 17 de mayo de 2023    | 1000    | 43%     | 16.9% | 4.8%  | 29.1%    | 6.2%      | ±3.1%  |
| Massive Caller                 | 21 de mayo de 2023    | 1000    | 44.7%   | 20.1% | 5.7%  | 23.8%    | 5.7%      | ±3.4%  |
| Rubrum                         | 22 de mayo de 2023    | 1000    | 43.5%   | 19%   | 14.5% | 21.3%    | 1.7%      | ±3.8%  |
| Campaigns & Elections          | 22 de mayo de 2023    | 400     | 45%     | 16%   | 7%    | 24%      | 8%        | ±4.9%  |
| Poligrama/El Heraldo de México | 29 de mayo de 2023    | 1000    | 46.8%   | 16.2% | 5.2%  | 26.8%    | 5%        | ±3.1%  |
| Enkoll/El Universal            | 30 de mayo de 2023    | 1215    | 44%     | 11%   | 7%    | 28%      | 10%       | ±2.8%  |
| Reforma                        | 30 de mayo de 2023    | 1000    | 53%     | 17%   | 5%    | 25%      | —         | ±3.1%  |
| De las Heras Demotecnia        | 30 de mayo de 2023    | 1000    | 50%     | 11%   | 5%    | 34%      | —         | ±3.2%  |

### Diputados

Distribución de los distritos de Coahuila por partido político:
Alianza Ciudadana por la Seguridad

| Encuestadora          | Fecha               |     |     |    |     |    |    |    |     | O/N/NS/NC |
| --------------------- | ------------------- | --- | --- | -- | --- | -- | -- | -- | --- | --------- |
| Encuestadora          | Fecha               |     |     |    |     |    |    |    |     | O/N/NS/NC |
| El Financiero         | 31 de enero de 2023 | 18% | 19% | 4% | 5%  | 5% | 2% | 6% | 40% | 1%        |
| Campaigns & Elections | 13 de marzo de 2023 | 11% | 38% | 4% | 6%  | 2% | 3% | 3% | 33% | —         |
| Grupo Impacto         | 23 de marzo de 2023 | 11% | 38% | 2% | 16% | 1% | 1% | 1% | 27% | 3%        |
| El Financiero         | 29 de marzo de 2023 | 17% | 20% | 3% | 8%  | 4% | 5% | 2% | 40% | 1%        |

## Resultados

### Diputados
|  | 43.36 % |

|  | 6.17 % |

|  | 26.32 % |

|  | 2.05 % |

|  | 4.45 % |

|  | 8.73 % |

|  | 3.10 % |

|  | 2.02 % |

|  | 97.44 % |

|  | 2.56 % |

|  | 57.13 % |

|  | 42.87 % |